# Trichogramma
Trichogramma är ett släkte av steklar som beskrevs av John Obadiah Westwood 1833. Trichogramma ingår i familjen hårstrimsteklar.

## Dottertaxa tillTrichogramma, i alfabetisk ordning[1][2]
- Trichogramma acacioi
- Trichogramma acantholydae
- Trichogramma achaeae
- Trichogramma acuminatum
- Trichogramma adashkevitshi
- Trichogramma agriae
- Trichogramma aldanense
- Trichogramma alloeovirilia
- Trichogramma alpha
- Trichogramma arcanum
- Trichogramma artonae
- Trichogramma atopovirilia
- Trichogramma atropos
- Trichogramma aurosum
- Trichogramma australicum
- Trichogramma bactrianum
- Trichogramma bennetti
- Trichogramma bertii
- Trichogramma bezdencovii
- Trichogramma bourarachae
- Trichogramma bournieri
- Trichogramma brassicae
- Trichogramma brevicapillum
- Trichogramma brevifringiata
- Trichogramma browningi
- Trichogramma bruni
- Trichogramma buluti
- Trichogramma cacaeciae
- Trichogramma californicum
- Trichogramma carina
- Trichogramma carverae
- Trichogramma castrensis
- Trichogramma cephalciae
- Trichogramma chilonis
- Trichogramma chilotraeae
- Trichogramma choui
- Trichogramma chusniddini
- Trichogramma closterae
- Trichogramma clotho
- Trichogramma colombiensis
- Trichogramma cultellus
- Trichogramma danubiense
- Trichogramma deion
- Trichogramma demoraesi
- Trichogramma dendrolimi
- Trichogramma dissimilis
- Trichogramma distinctum
- Trichogramma drepanophorum
- Trichogramma elegantum
- Trichogramma embryophagum
- Trichogramma erosicorne
- Trichogramma esalqueanum
- Trichogramma ethiopicum
- Trichogramma euproctidis
- Trichogramma evanescens
- Trichogramma exiguum
- Trichogramma falx
- Trichogramma fasciatum
- Trichogramma flandersi
- Trichogramma flavum
- Trichogramma fuentesi
- Trichogramma funestum
- Trichogramma funiculatum
- Trichogramma fuzhouense
- Trichogramma galloi
- Trichogramma gicai
- Trichogramma guariquensis
- Trichogramma hesperidis
- Trichogramma higai
- Trichogramma ingricum
- Trichogramma interius
- Trichogramma inyoense
- Trichogramma iracildae
- Trichogramma itsybitsi
- Trichogramma ivelae
- Trichogramma jalmirezi
- Trichogramma japonicum
- Trichogramma jaxarticum
- Trichogramma jezoensis
- Trichogramma julianoi
- Trichogramma kalkae
- Trichogramma kaykai
- Trichogramma kilinceri
- Trichogramma koehleri
- Trichogramma kurosuae
- Trichogramma lachesis
- Trichogramma lacustre
- Trichogramma lasallei
- Trichogramma lenae
- Trichogramma leptoparameron
- Trichogramma leucaniae
- Trichogramma leviculum
- Trichogramma lingulatum
- Trichogramma longxishanense
- Trichogramma maltbyi
- Trichogramma mandelai
- Trichogramma manicobai
- Trichogramma maori
- Trichogramma marandobai
- Trichogramma margianum
- Trichogramma marthae
- Trichogramma marylandense
- Trichogramma meteorum
- Trichogramma minutum
- Trichogramma mirabile
- Trichogramma mirum
- Trichogramma misiae
- Trichogramma mullensi
- Trichogramma mwanzai
- Trichogramma nemesis
- Trichogramma nerudai
- Trichogramma neuropterae
- Trichogramma niveiscapus
- Trichogramma nomlaki
- Trichogramma nubilale
- Trichogramma oatmani
- Trichogramma offella
- Trichogramma ostriniae
- Trichogramma pallidiventris
- Trichogramma pangi
- Trichogramma papilionidis
- Trichogramma papilionis
- Trichogramma parkeri
- Trichogramma parnarae
- Trichogramma parrai
- Trichogramma pelovi
- Trichogramma perkinsi
- Trichogramma piceum
- Trichogramma pinneyi
- Trichogramma platneri
- Trichogramma poliae
- Trichogramma polychrosis
- Trichogramma pratissolii
- Trichogramma pratti
- Trichogramma pretiosum
- Trichogramma primaevum
- Trichogramma principium
- Trichogramma psocopterae
- Trichogramma pusillum
- Trichogramma raoi
- Trichogramma retorridum
- Trichogramma rojasi
- Trichogramma rossicum
- Trichogramma santarosae
- Trichogramma sathon
- Trichogramma savalense
- Trichogramma sembeli
- Trichogramma semblidis
- Trichogramma semifumatum
- Trichogramma sericini
- Trichogramma shchepetilnikovae
- Trichogramma sibiricum
- Trichogramma silvestre
- Trichogramma sogdianum
- Trichogramma sorokinae
- Trichogramma stampae
- Trichogramma sugonjaevi
- Trichogramma taiwanense
- Trichogramma talitzkii
- Trichogramma thalense
- Trichogramma trjapitzini
- Trichogramma tshumakovae
- Trichogramma tupiense
- Trichogramma turkestanicum
- Trichogramma umerus
- Trichogramma urquijoi
- Trichogramma ussuricum
- Trichogramma valentinei
- Trichogramma vargasi
- Trichogramma voegelei
- Trichogramma yawarae
- Trichogramma zahiri
- Trichogramma zeirapherae
- Trichogramma zucchii